# 16249 Cauchy
16249 Cauchy este o planetă minoră (asteroid), cu un diametru de 3,52 km, din centura de asteroizi. A fost descoperită pe 29 aprilie 2000 la Prescott Observatory⁠(d) de Paul G. Comba⁠(d) și a fost numită după Augustin Louis Cauchy. 
Obiectul prezintă o orbită caracterizată de o semiaxă mare de 2,8384849 UAi, o excentricitate de 0,03, o înclinație de 2,95969 ° în raport cu ecliptica.